# Jakob Mack

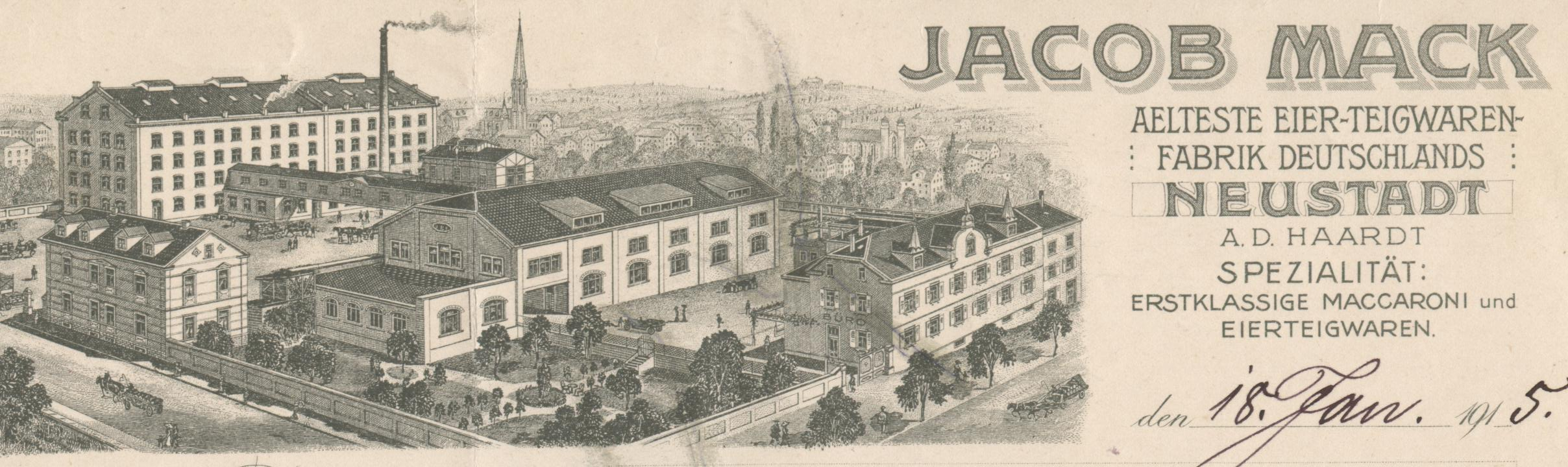
Briefkopf der Fa. Jakob Mack, mit Lithographie des Firmenareals um 1910

Jakob Mack, auch Jacob Mack (* 5. Oktober 1824 in Grünstadt; † 1907 in Neustadt an der Haardt), war ein deutscher Unternehmer und Nudelfabrikant. Von 1879 bis 1887 war er 1. Bürgermeister von Neustadt an der Haardt.

## Leben und Werk

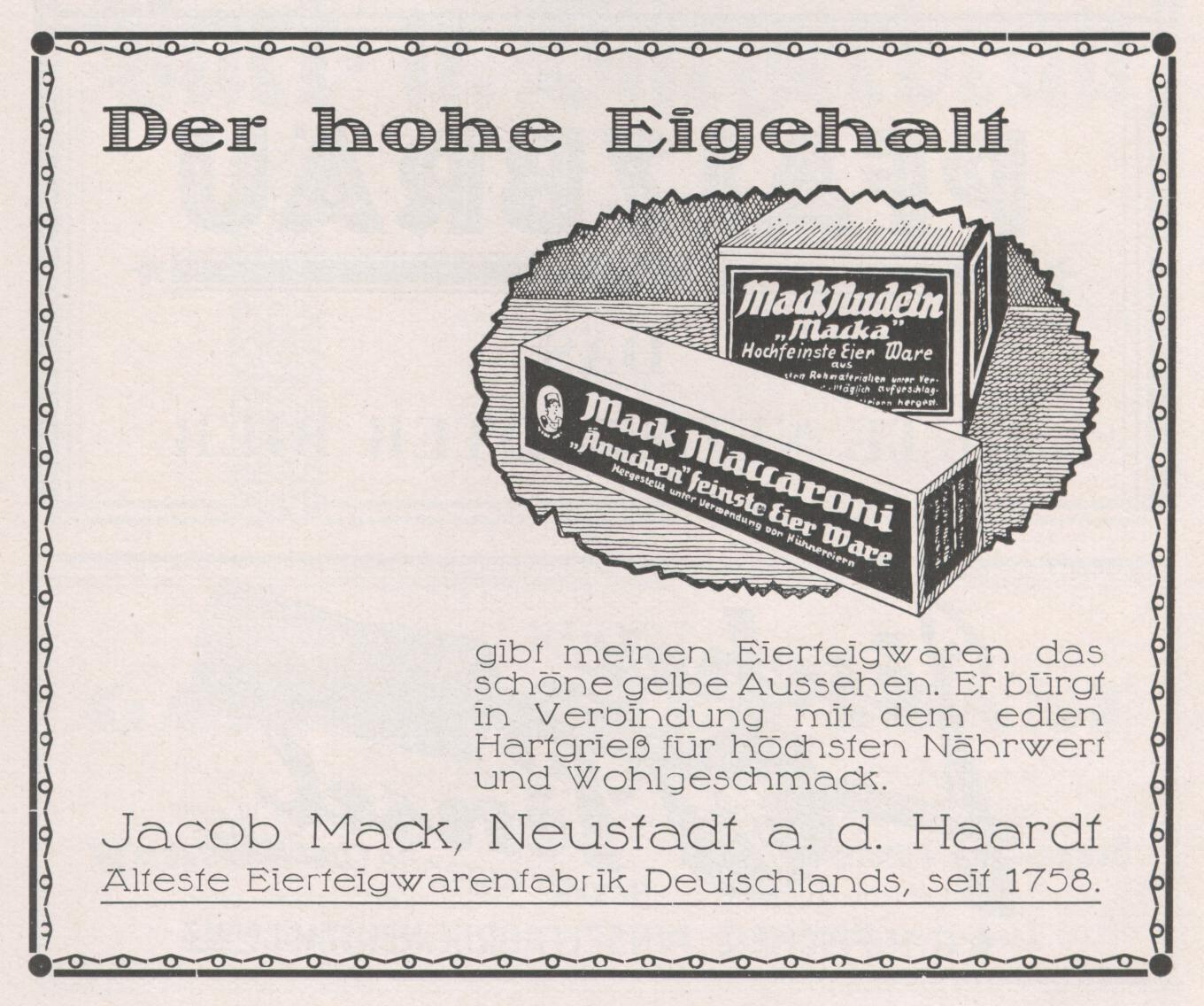
Reklameinserat der Nudelfirma Jakob Mack mit dem Werbeslogan „älteste Eierteigwarenfabrik Deutschlands“.

Jakob Mack wurde in Grünstadt in der bayerischen Pfalz geboren und erlernte den Beruf des Kaufmanns.
1851 übernahm Mack im nahen Neustadt an der Haardt (heute „Neustadt an der Weinstraße“) die dortige Konditorei Saume und den zugehörigen Teigwarenbetrieb Kastner, ein alteingesessenes Geschäft, das schon 1758 von Johann Jakob Hassieur gegründet worden war.
Mack konzentrierte sich nur mehr auf die Herstellung von Teigwaren, speziell von fertig zubereiteten Nudeln, ein Nahrungsmittel, das zu jener Zeit auch für die breite Masse in Mode kam. Durch ständige Vergrößerungen des Betriebs, sowie durch neue Produktionsmethoden, nahm das Unternehmen einen enormen Aufschwung und wurde zu einem der führenden Nudelhersteller in Süddeutschland. Da das Werk bereits 1758 gegründet und somit deutschlandweit die älteste kontinuierlich betriebene Firma jener Branche war, konnte Jakob Mack außerdem mit dem Slogan „älteste Eierteigwarenfabrik Deutschlands“ werben. Dieses Faktum wurde öffentlichkeitswirksam auf den Nudelverpackungen, Reklameschildern, in Werbeanzeigen und Ähnlichem verwendet. Hauptprodukt waren kleinformatige Nudeln die besonders als Suppeneinlage dienten und unter dem Markennamen „Macka“ überregionale Bekanntheit erlangten. Ebenso bekannt waren die Mack’schen Makkaroni, damals ein neuartiges Nudelerzeugnis in Deutschland, die man als „Ännchen-Makkaroni“ vertrieb.
Jakob Mack starb 1907 in Neustadt, seine Firma existierte – später als KG – weiter bis in die 1960er Jahre. 1923, während der Inflation, verausgabte der Betrieb sogar eigene Banknoten, sogenannte Notgeldscheine, in Ermangelung ausreichender staatlicher Zahlungsmittel. Das Unternehmen beschäftigte zu seinen besten Zeiten ca. 120 Personen, darunter etwa 80 Frauen. Das Buch „Schul-, Wirtschafts- und Sozialgeschichte der Pfalz“, Band 2, konstatiert: „Mack Nudeln kannte und schätzte damals jeder in der Pfalz.“
Zur Zeit der Mack KG fungierten Walter Engelmann und Georg Henrich als Firmeninhaber. Beide hatten je eine Tochter von Jakob Mack geheiratet. Seit 1959 waren Kurt Engelmann neben Heinz Henrich mit seinem Bruder Robert Henrich aus Neustadt, die Söhne von Walter Engelmann und Georg Henrich, die neuen Firmenchefs. Kurt Engelmanng bekleidete gleichzeitig die Ämter des Vorsitzenden des Verbandes der Deutschen Teigwarenindustrie in Frankfurt am Main und des Verbandes der Nahrungsmittelindustrie der Pfalz.